# Bathyraja magellanica
Bathyraja magellanica es una especie de pez de la familia de los Rajidae en el orden de los Rajiformes.

## Reproducción
Es ovíparo y las hembras ponen huevos envueltos en una cápsula córnea.

## Hábitat
Es un pez de mar y Clima templado y demersal.

## Distribución geográfica
Se encuentra entre Chile y la Argentina: el Estrecho de Magallanes. 

## Observaciones
Es inofensivo para los humanos. 